# Sergueï Grigoriants (joueur d'échecs)
Pour l’article homonyme, voir Sergueï Grigoriants.
Sergueï Mikhaïlovitch Grigoriants est un joueur d'échecs russe né le 2 novembre 1983 à Tachkent, grand maître international depuis 2003 et champion de Moscou en 2005. Depuis janvier 2022, Grigoriants est affilié à la Fédération hongroise des échecs.
Au 1er février 2023, il est le 9e joueur hongrois avec un classement Elo de 2 572 points.

## Biographie et carrière
Grand maître international depuis 2003, Grigoriants a remporté les tournois suivants :
- le championnat du monde des moins de 14 ans en 1997 à Cannes ;
- le championnat d'Europe des de moins de 16 ans en 1999 à Litóchoro ;
- l'open de Pančevo en 2003 (troisième norme de grand maître international) ;
- l'open de Cappelle-la-Grande en 2004 (ex æquo avec cinq autres joueurs, Ievgueni Naïer remporte le tournoi départage)[2] ;
- l'open de Pardubice en 2004 ;
- l'open de Skanska en 2004 avec 7,5 points sur 9[3] ;
- le Championnat d'échecs de Moscou en 2005.

Grigoriants a participé à la super-finale du championnat de Russie d'échecs en 2006. Après sa victoire en 2005, Grigoriants finit premier ex æquo du championnat de Moscou en 2006, 2010 et 2011, se classant deuxième après les départages.
Lors du championnat d'Europe d'échecs individuel, il finit 36e en 2012 avec 7,5 points sur 11 et 27e en 2014 avec 7 points sur 11.
Il a été l'entraîneur et le capitaine de l'équipe d'échecs d'Égypte lors de l'Olympiade d'échecs de 2018. Il a épousé la joueuse hongroise Petra Papp en juin 2018.